# Rennes sur roulettes
Rennes sur Roulettes est un événement international de Roller se déroulant à Rennes depuis 1982. Il est organisé par l’association du Cercle Paul Bert Rennes, en collaboration avec la ville de Rennes, la Fédération Française de Roller et Skateboard et la World Skate Federation. Le temps d'un week-end, ce sont toutes sortes d'animations Roller auxquelles les spectateurs peuvent assister (courses nationales et internationales, randonnées, village, démonstrations, etc.). Il est également possible de pratiquer et de s'initier à travers les différentes activités mises en place. Cette manifestation sportive se déroule annuellement et est ouverte au grand public. La première édition date de 1982, ce qui fait de cet événement le plus ancien sur la scène du roller européen.
L’événement se base sur un triptyque alliant des courses, des randonnées et un village acrobatique. Cette manifestation met en avant une forte participation du public (30 000 spectateurs) et des patineurs (plus de 7 000 participants). L’objectif étant de mêler la population à l’élite ainsi que le sport au spectacle, le tout sur l'esplanade du Général de Gaulle. Cet événement important en France est surnommé le « Woodstock du Roller ». À l'origine, c'est une manifestation roller, mais il s’est ouvert plus largement aux sports de glisse depuis plusieurs années.

## Histoire
Rennes sur Roulettes voit le jour en 1982,. À l’origine, c’était une manifestation loisir participative, accessible à tous, gratuite avec une épreuve « compétition » réservée à l’élite locale et régionale. La compétition était alors un interclubs, avec une vingtaine de patineurs. En 1987, c’est le Marathon International qui arrive pour la première fois à Rennes. Sept années plus tard, en 1994, le cap de 2 000 patineurs est franchi. En 1996, les télévisions se déplacent à Rennes pour la première fois pour couvrir l’événement (France 2, France 3, TF1, M6 etc.).
Un grand tournant de l’événement date de l’an 2000: le Marathon International Seniors devient une étape du Grand Prix International, et rentre donc sur le circuit mondial. À partir de cette date, Rennes accueillera annuellement une étape de la World Inline Cup (Coupe du Monde des marathons de roller de vitesse).
Rennes sur Roulettes fête ses 20 ans en 2002. Trois ans plus tard, le Championnat de France de Rampe est organisé dans la salle omnisports du Liberté pendant la manifestation ainsi qu'un défi roller/cycliste sur piste avec la présence de Mickaël Bourgain. En 2010, le Marathon International est diffusé pour la première fois sur une chaîne hertzienne française (France 3 Ouest).
En 2012, le 30e anniversaire de Rennes sur Roulettes est célébré avec un parrain de renommée mondiale en la personne de Taïg Khris qui vient pour la deuxième année consécutive. Rennes a également accueilli le temps d’un week-end d’autres stars de la glisse comme Otto Bolanos ou encore Jan Valenta.
Rennes sur roulettes représente le cinquième poste de subventions aux associations sportives de la part de la ville de Rennes en 2013.

## Programme

### Les courses

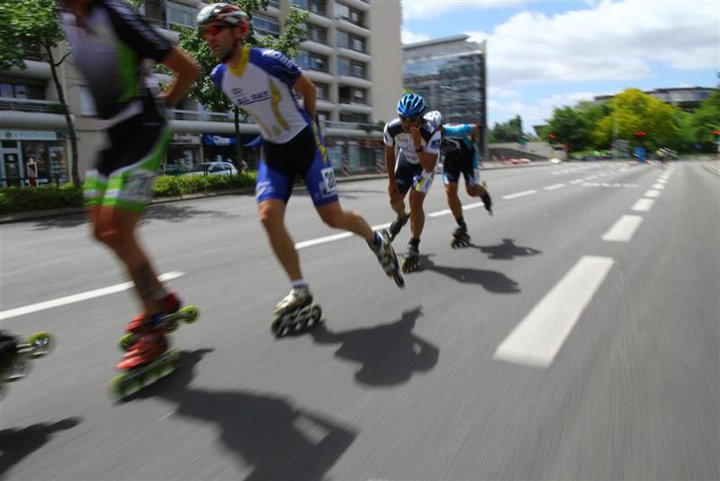
Epreuve du marathon

Le s'mi roller est une épreuve ouverte à tous (plus de 14 ans), licenciés ou non, comptant pour la Coupe de France de Marathon Roller. C’est une épreuve de 22,4 km sur un circuit de 2,8 km en centre-ville.
Le marathon national masters est un marathon de 42 km sur un circuit fermé de 2,8 km comptant pour le classement général de la Coupe de France de Marathon Roller. Cette course est ouverte aux vétérans hommes et femmes.
Le marathon international est une étape de la World Inline Cup (le Circuit mondial des marathons roller de vitesse) avec la présence des meilleures équipes mondiales. Cette course se déroule sur 42 km et est réservée à l’élite mondiale masculine et féminine.

### Les randonnées
Les roues libres : cette randonnée déguisée se déroule le samedi en fin d’après-midi. C’est une balade ouverte à tous les patineurs et les cyclistes, qu’ils soient urbains, cyclos, couchés, tout terrains, freestyle etc.
La rando'pop : dimanche en fin de matinée, les participants se lancent pour une randonnée roller détente sur un circuit urbain adapté et sécurisé sans grande difficulté.

### Le village acrobatique

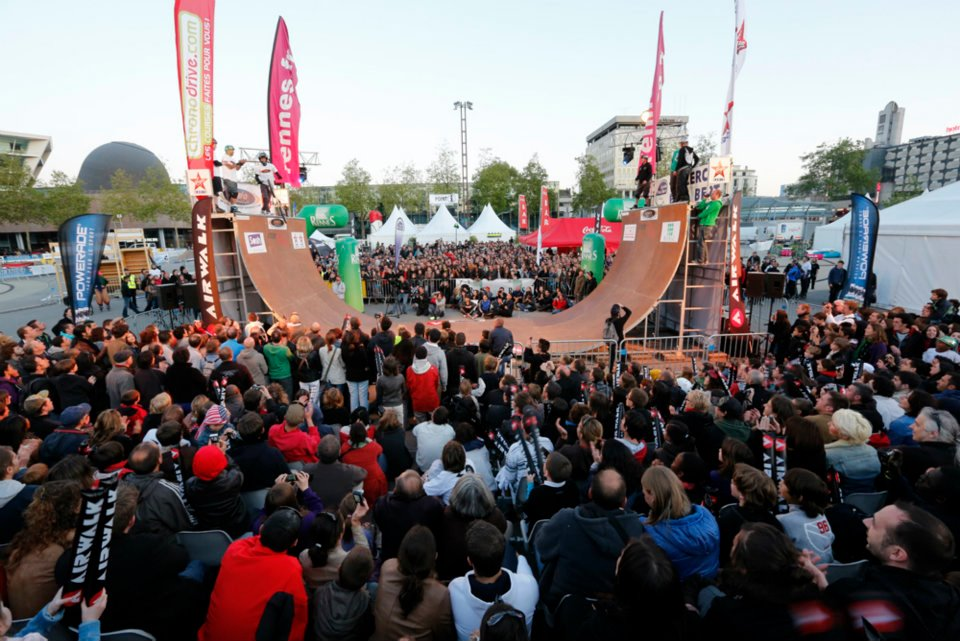
Show rampe

Suivant les années, Rennes sur Roulettes propose plusieurs épreuves rassemblant les différentes disciplines que compte le roller acrobatique (slalom, skatecross, street et rampe). L’événement s'est ouvert à d’autres sports de glisse : le skate, le BMX, le VTT et la trottinette. Parallèlement, d’autres temps forts sont proposés, comme des shows ou des démonstrations par les meilleurs riders du moment.

### Autres animations
D'autres activités ont lieu à côté des épreuves sportives : initiation au roller (appuyée par des encadrants diplômés d’État du Cercle Paul Bert), au BMX, un espace « passage de roues » (avec l’aide de l’École du Roller Français), ou encore des espaces de découverte faisant la promotion des différentes disciplines de la Fédération (roller derby, roller artistique, roller hockey…).

## Palmarès du marathon

### Femmes
Palmarès Femmes, 1986-2015
| Année | Athlète                | Pays             | Distance           | Temps           |
| ----- | ---------------------- | ---------------- | ------------------ | --------------- |
| 2015  | Juliette Pouydebat     | France           | 42 km              | 1 h 21 min 18 s |
| 2014  | Francesca Lollobrigida | Italie           | 42 km              | 1 h 14 min 52 s |
| 2013  | Marie Poidevin         | France           | 42 km              | 1 h 16 min 18 s |
| 2012  | Jana Gegner            | Allemagne        | 42 km              | 1 h 25 min 59 s |
| 2011  | Cecilia Baena          | Colombie         | 42 km              | 1 h 17 min 29 s |
| 2010  | Cecilia Baena          | Colombie         | 36,4 km            | 1 h 11 min 32 s |
| 2009  | Nicole Begg            | Nouvelle-Zélande | 38 km              | 1 h 21 min 32 s |
| 2008  | Cecilia Baena          | Colombie         | 43,2 km            | 1 h 19 min 49 s |
| 2007  | Jana Gegner            | Allemagne        | 43,2 km            | 1 h 21 min 31 s |
| 2006  | Simona Di Eugenio      | Italie           | 43,5 km            | 1 h 19 min 38 s |
| 2005  | Pia Knecht             | Suisse           | 43,2 km            | 1 h 20 min 44 s |
| 2004  | Laura Lardini          | Italie           | 40,8 km            | 1 h 10 min 11 s |
| 2003  | Pia Knecht             | Suisse           | 43,2 km            | 1 h 23 min 52 s |
| 2002  | Alessandra Susmeli     | Italie           | 43,2 km            | 1 h 21 min 47 s |
| 2000  | Andrea Gonzalez        | Argentine        | 36 km              | 1 h 00 min 37 s |
| 1999  | Sheila Herrero         | Espagne          | 42 km              | 1 h 25 min 32 s |
| 1998  | Angèle Vauban          | France           | 25 km              | 48 min 55 s 10  |
| 1997  | Sandrine Plu           | France           | 30 km              | 55 min 53 s 64  |
| 1996  | Sandrine Plu           | France           | 25 km              | 57 min 50 s 48  |
| 1995  | Vanessa Derous         | Belgique         | 25 km              |                 |
| 1994  | Sandrine Plu           | France           | 25 km              |                 |
| 1993  | Céline Lamotte         | France           | 21,100 km          | 36 min 28 s 58  |
| 1992  | Caroline Lagree        | France           | 25 km              |                 |
| 1991  | Anne Titze             | Allemagne        | 25 km              |                 |
| 1990  | Angélique Guerin       | France           | 30 km              |                 |
| 1989  | Karine Urvoy           | France           |                    |                 |
| 1988  | Karine Urvoy           | France           |                    |                 |
| 1987  | Sylvie Le Mauff        | France           | 30 km              |                 |
| 1986  | Pascale Vaillant       | France           | Challenge National |                 |

### Hommes
Palmarès Hommes, 1986-2015
| Année | Athlète             | Pays             | Distance           | Temps              |
| ----- | ------------------- | ---------------- | ------------------ | ------------------ |
| 2015  | Bart Swings         | Belgique         | 42 km              | 1 h 07 min 39 s    |
| 2014  | Bart Swings         | Belgique         | 42 km              | 1 h 04 min 31 s    |
| 2013  | Ewen Fernandez      | France           | 42 km              | 1 h 02 min 57 s    |
| 2012  | Yann Guyader        | France           | 42 km              | 1 h 06 min 23 s    |
| 2011  | Bart Swings         | Belgique         | 42 km              | 1 h 00 min 35 s    |
| 2010  | Scott Arlidge       | Nouvelle-Zélande | 42 km              | 1 h 07 min 23 s    |
| 2009  | Nicolas Iten        | Suisse           | 50,5 km            | 1 h 24 min 57 s    |
| 2008  | Diego Rosero        | Colombie         | 51,3 km            | 1 h 19 min 53 s    |
| 2007  | Roger Schneider     | Suisse           | 51,3 km            | 1 h 33 min 24 s    |
| 2006  | Massimiliano Presti | Italie           | 50,4 km            | 1 h 15 min 12 s    |
| 2005  | Alexis Contin       | France           | 51,3 km            | 1 h 31 min 22 s    |
| 2004  | Massimiliano Presti | Italie           | 50,4 km            | 1 h 15 min 12 s    |
| 2003  | Andres Jorge Botero | Colombie         | 50,4 km            | 1 h 26 min 32 s    |
| 2002  | Pascal Briand       | France           | 60 km              | 1 h 35 min 09 s    |
| 2000  | Pascal Briand       | France           | 55 km              | 1 h 31 min 05 s 70 |
| 1999  | Pascal Briand       | France           | 64 km              | 1 h 47 min 24 s 99 |
| 1998  | Tristan Loy         | France           | 50 km              | 1 h 45 min 49 s 22 |
| 1997  | Arnaud Gicquel      | France           | 60 km              | 2 h 04 min 17 s 2  |
| 1996  | Pascal Briand       | France           | 60 km              | 1 h 42 min 13 s 7  |
| 1995  | Arnaud Gicquel      | France           | 60 km              |                    |
| 1994  | Davide Willems      | Belgique         | 50 km              |                    |
| 1993  | Arnaud Gicquel      | France           | 21,100 km          | 36 min 06 s 19     |
| 1992  | Davide Mariani      | Italie           | 50 km              |                    |
| 1991  | Arnaud Gicquel      | France           | 50 km              |                    |
| 1990  | Pascal Gravouil     | France           | 50 km              |                    |
| 1989  | Olivier Babonneau   | France           | 60 km              |                    |
| 1988  | Pierluigi Gaviraghi | Italie           | 42,195 km          | 1 h 25 min 33 s    |
| 1987  | Pascal Gravouil     | France           | 42,195 km          | 1 h 25 min 26 s    |
| 1986  | Pascal Gravouil     | France           | Challenge National |                    |